# Calzadilla
Calzadilla (extremadurai nyelven Calçaílla) település Spanyolországban, Cáceres tartományban. Calzadilla Gata, Santibáñez el Alto, Guijo de Coria, Coria, Casas de Don Gómez és Huélaga községekkel határos. Lakosainak száma 455 fő (2024).

## Népesség
A település népessége az elmúlt években az alábbi módon változott:
| Lakosok száma | 590  | 494  | 491  | 485  | 507  | 503  | 493  | 475  | 464  | 455  |
|               | 2001 | 2004 | 2006 | 2009 | 2011 | 2014 | 2016 | 2019 | 2021 | 2024 |